# Hazit Hanoar
La tnuà Hazit Hanoar, és un moviment juvenil sionista d'educació no formal. Forman part de la tnuà els joves d'entre 4 i 16 anys, i els adults amb alguna discapacitat, que venen en la recerca d'un entorn a on poder divertir-se mitjançant la transmissió dels valors del poble jueu. A la tnuà es planifiquen i es duen a terme les peulot, les activitats gratuïtes, mitjançant el treball volutari dels madrichim (voluntaris), que tenen com a objectiu que cada infant s'acosti a les seves arrels, i tingui un sentiment de pertinença.

## Missió
L'objectiu de la tnuà, és crear un marc saludable per a poder conservar i viure la identitat jueva, d'acord amb els quatre pilars fundacionals de la tnuà:
Derej Eretz: Transmetre valors humans als joves, prenent com a eix principal la Torà, no simplement entesa com un conjunt de lleis, sinó com un compromís amb la humanitat. Millorar el món, crear un món més just, a on governi la pau, la igualtat, l'harmonia, l'amor, i el respecte.
Israel Beiteinu: El sionisme, va portar a la creació de l'Estat d'Israel, aquest moviment veu en l'Estat, l'expressió de la col·lectivitat del poble jueu i la garantia de continuïtat d'aquest poble.
Democracia: La base de tota societat ha de ser el respecte mutu, i juntament amb ell, la democràcia. La tnuà tracta de conservar i transmetre aquests valors, en un espai a on regni la llibertat d'expressió, i a on, amb el degut respecte, es pugui debatre, discutir, canviar d'opinió, i aprendre dels diferents punts de vista. La tnuà és un espai pels joves, a on les decisions es prenen per aquells que conformen la tnuà, pensant en el benestar col·lectiu dels seus membres.